# Del Rey (Californië)
Del Rey is een plaats in Fresno County in Californië in de VS.

## Geografie
Del Rey bevindt zich op 36°39′26″Noord, 119°35′41″West. De totale oppervlakte bedraagt 3,2 km² (1,2 mijl²) wat allemaal land is.

## Demografie
Volgens de census van 2000 bedroeg de bevolkingsdichtheid 300,7/km² (779,4/mijl²) en bedroeg het totale bevolkingsaantal 950 dat bestond uit:
- 37,26% blanken
- 0,63% zwarten of Afrikaanse Amerikanen
- 0,21% inheemse Amerikanen
- 1,05% Aziaten
- 58,95% andere
- 1,89% twee of meer rassen
- 93,47% Spaans of Latino

Er waren 240 gezinnen en 211 families in Del Rey. De gemiddelde gezinsgrootte bedroeg 3,96.

## Plaatsen in de nabije omgeving
De onderstaande figuur toont nabijgelegen plaatsen in een straal van 16 km rond Del Rey.